# Delias lara
Delias lara é uma borboleta da família Pieridae. Foi descrita por Jean Baptiste Boisduval em 1836. É encontrada na Nova Guiné.
A envergadura é de cerca de 60 a 70 milímetros. Os adultos são muito parecidos com Delias mysis, contudo apresentam algumas diferenças corporais.

## Subespécies
- D. l. lara
- D. l. Nakano hideyoae , 1995
- D. l. goodenovii Rothschild, 1915
- D. l. maga Grose-Smith, 1897
- D. l. Rosselliana Rothschild, 1915